# 宗派主義

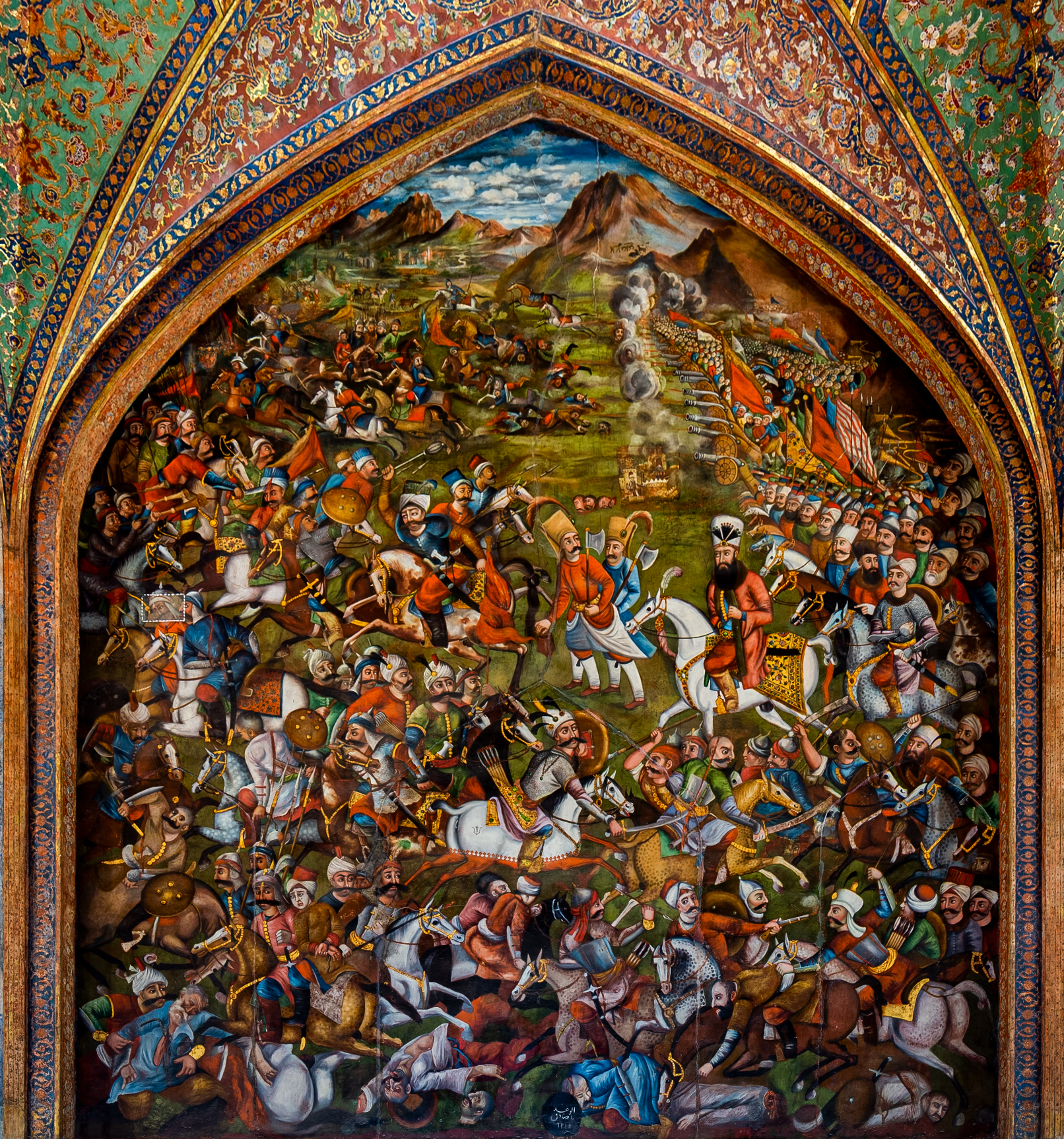
奧斯曼帝國的遜尼派穆斯林和萨非王朝的什葉派穆斯林之間發生的查尔迪兰战役（1514年）

宗派主義或教派主義指的是一個社會群體中不同派系間產生的偏見、歧視及憎惡。常見于不同的宗教派系、民族、社會階級或政治團體之間。其成因不盡相同，有的是因為壓迫和被壓迫，有的則是因爲理念的不同。
基督教方面，不同教派之間現在雖然可以和平共處，但在歷史上卻發生過宗教改革等大規模暴力運動，天主教和新教基督徒之間的鬥爭引發數百年的宗教戰爭，直至梵蒂岡第二屆大公會議才結束。
伊斯蘭教方面，遜尼派和什葉派穆斯林之間的鬥爭至今仍未平息。

## 中国共产党内的宗派主义
中共党内存在的一种以宗派利益为出发点的思想和行为，是封建宗派思想、资产阶级、小资产阶级思想在组织上的表现。表现为进行无原则的派别斗争。
1931年六届四中全会后，王明等把持的中共中央提拔了一些“左”倾教条主义者进入中央领导岗位，过分打击了犯立三冒险主义错误的领导人，并进行宗派主义的“反右倾”斗争，打击了提出不同意见的何孟雄、林育南、李求实等人。 
1937年抗日战争爆发后，中共的抗日民族统一战线理论，提出既反对狭隘的宗派主义、关门主义倾向，又反对妥协屈服的投降主义。
1942年2月1日，毛泽东在延安中央党校开学典礼大会上发表了《整顿党的作风》的演说，指出整风运动就是宣传唯物论，宣传辩证法，反对主观主义以整顿学风，反对宗派主义以整顿党风，反对党八股以整顿文风。还指出：“由于二十年的锻炼，现在我们党内并没有占统治地位的宗派主义了。但是宗派主义的残余是还存在的，有对党内的宗派主义残余，也有对党外的宗派主义残余。”
1957年4月27日，中共中央发出《关于整风运动的指示》，决定普遍地，深入地开展反官僚主义、反宗派主义、反主观主义的整风运动，发动群众向党提出批评建议。

## 擴展閲讀
- Sectarianism in Syria (Survey Study), The Day After, 2016.
- Middle East sectarianism explained: the narcissism of small differences（页面存档备份，存于） Victor Argo 13 Apr 2015 Your Middle East

## 外部連接
- Non-Sectarian Religion（页面存档备份，存于） by Bhaktivinoda Thakura 1880